# Булевтерій

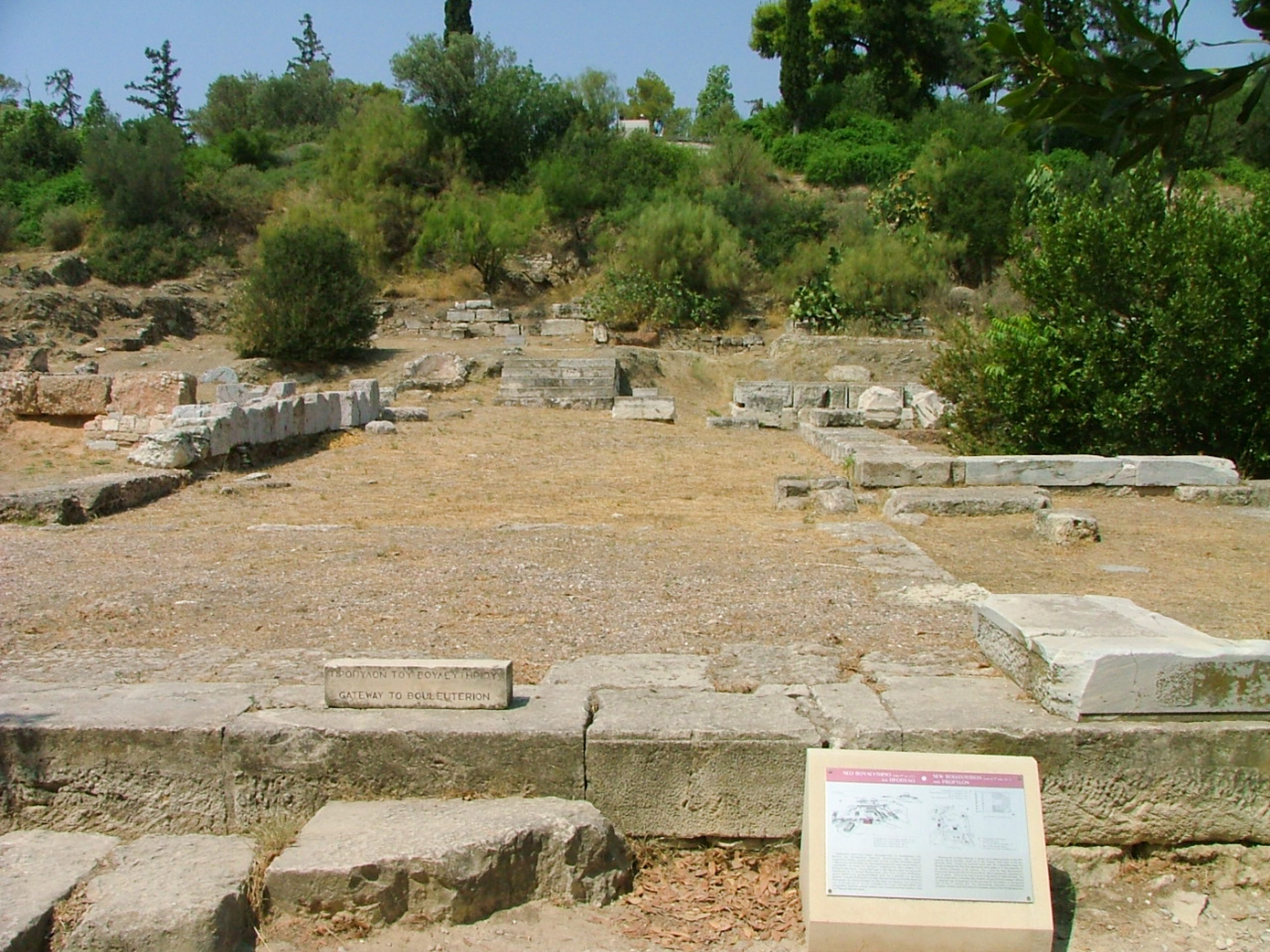
Руїни афінського булефтерія, Афінська агора

Булевте́рій — адміністративна споруда античних часів.
У Стародавній Греції призначалась для засідань Ради п'ятисот або об'єднаної ради святилища.
Вирішувалася у вигляді прямокутної будівлі, де перекриття підтримувалося низкою колон, а ряди сидінь підіймались уступами. У великих спорудах часів еллінізму, коли правителем міста-держави став булевт, то перед головним залом розташовувався оточений по периметру колонами двір з садочком і фонтаном, а вхід відзначався урочистим портиком.